# Jacksonville Sharks
Los Jacksonville Sharks (Tiburones) son un equipo de la AFL con sede en Jacksonville, Florida. En su segundo año de vida lograron el título de Arena Bowl tras derrotar en el US Airways Center a los Arizona Rattlers 73-70.

## Historia
La AFL ya se encontraba en planes de formar un equipo en la ciudad de Jacksonville en la década de 1990. 
El interés de formar una franquicia en Jacksonville peraneció hasta 2010, cuando la liga renacía después de la cancelación de 2010. La AFL anunció que una franquicia de expansión iría a Jacksonville. 
El propietario sería Jacksonville Sports Group, liderado por Jeff Bouchy, quien antiguamente poseía una parte de los Orlando Predators.

## Resultados por temporada
En 2010 ligaron un récord de 12-4, avanzando a playoffs siendo eliminados por Orlando en la semifinal de conferencia. En 2011 corren con mejor suerte y ganan el Arena Bowl.